# Chiesa di San Pietro Apostolo (Genova, Quinto al Mare)
La chiesa di San Pietro Apostolo è la parrocchiale di Quinto al Mare, quartiere di Genova, in città metropolitana ed arcidiocesi di Genova; fa parte del vicariato di Quinto-Nervi.

## Storia

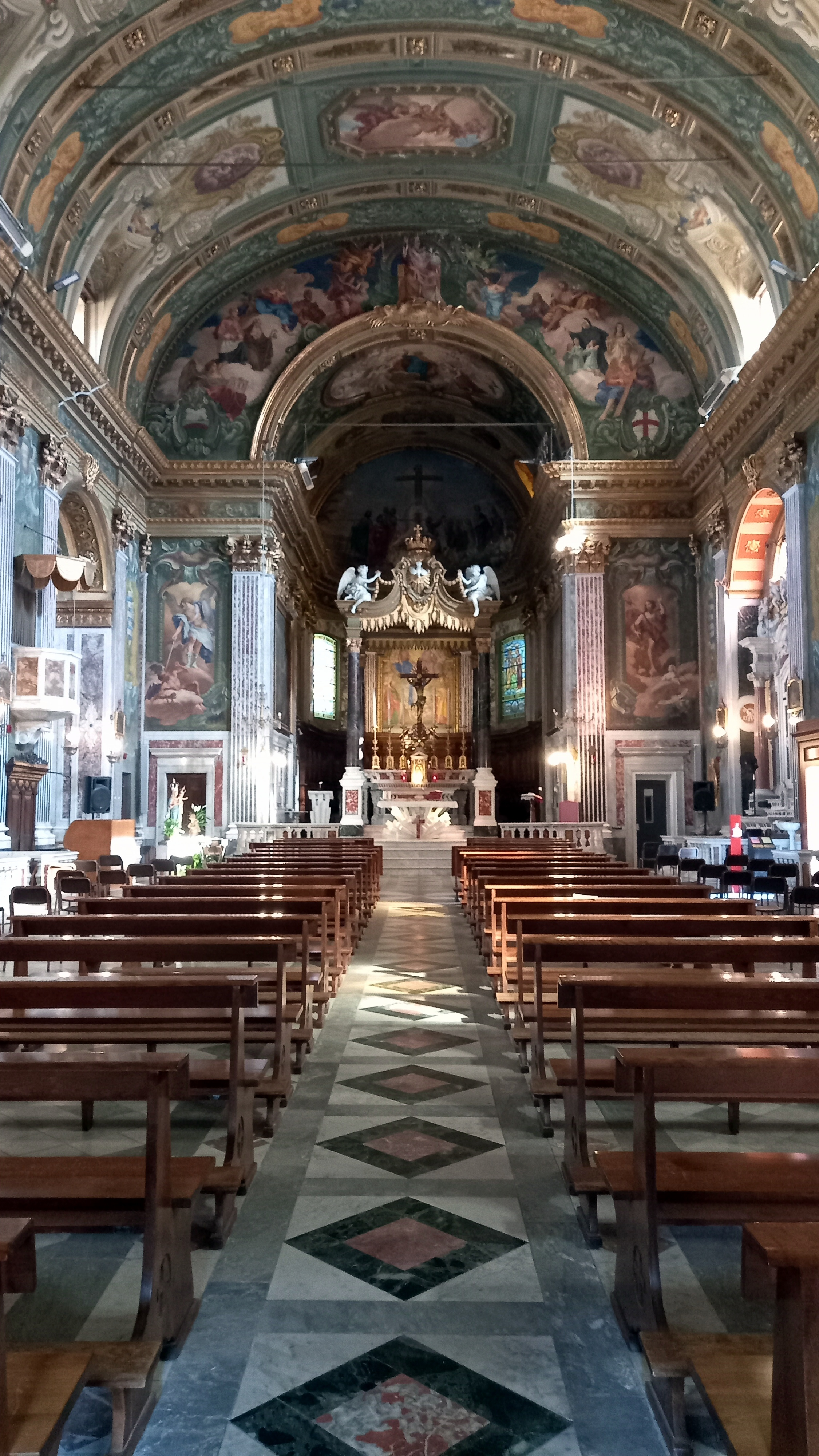
La navata maggiore

La prima citazione di una chiesa a Quinto è da ricercarsi in un lascito testamentario datato 2 novembre 1182. Questo edificio fu riedificato nel 1254 e altre attestazioni della sua presenza risalgono al 1311.
Nel 1575 la chiesa e la cura d'anime vennero affidate ai Padri Carmelitani e, in quel secolo, fu eretta la parrocchia.
L'edificio venne rifatto a tre navate nella prima metà del Settecento e consacrato nel 1730; fu decorato nel 1746.
Il campanile, alto 52 metri, fu eretto tra il 1872 ed il 1873.
L'edificio fu ricostruito tra il 1875 ed il 1876 e nel 1882 il presbiterio subì un rifacimento. L'8 ottobre 1932 crollò il soffitto e, così, si persero gli affreschi del 1887 di Ferdinando Pavoni e le decorazioni di Giacomo Carbone; in seguito a questo fatto, si procedette ad un importante restauro. Infine, nel 2014 venne restaurato il tetto dell'abside.

## Interno
Opere di pregio conservate all'interno della chiesa sono un antico tabernacolo, proveniente dall'antica parrocchiale, i nove altari, la pala raffigurante San Pietro che riceve le chiavi da Gesù Cristo, eseguita nel 1825 da Santino Tagliafichi, la tela de La pesca miracolosa, opera di Carlo Alberto Baratta, il dipinto sul soffitto raffigurante San Pietro Apostolo subisce il martirio, la reliquia di santa Maria Salome e i dipinti delle pareti i cui soggetti sono i santi Paolo, Anna, Caterina da Genova e Siro vescovo.